# Stéphanie Pasterkamp
Stéphanie Pasterkamp, née le 3 mai 1982 à Paris 17e, est une actrice française.

## Biographie
Elle commence sa carrière à 11 ans, puis tourne dans de nombreux téléfilms.
En 2012, elle co-écrit et interprète son one woman show, Superkamp, à la Comédie des Trois Bornes.
Elle décroche le premier rôle féminin dans la série de Canal Plus Kaboul Kitchen,,.

## Filmographie

### Cinéma
- 2003 : La Première Fois que j'ai eu 20 ans de Lorraine Lévy : Sandra
- 2004 : Nous étions libres de John Duigan : Une coiffeuse
- 2005 : Le Grand Appartement de Pascal Thomas : Véronique
- 2005 : Je vais bien, ne t'en fais pas de Philippe Lioret : La jeune femme de la fête
- 2010 : Et si on vivait tous ensemble ? de Stéphane Robelin : La serveuse
- 2015 : Chic ! de Jérôme Cornuau : La journaliste radio

### Télévision
- 1995 : Regards d'enfance (série télévisée) : La copine
- 1998 : Fugue en ré (téléfilm) : Anaïs
- 1999 : Docteur Sylvestre (série télévisée) : Clémentine
- 1999 : Avocats et Associés (série télévisée) : Sonia
- 1999 : Justice (série télévisée) : Jessica
- 2000 : Joséphine, ange gardien (série télévisée) : saison 4, épisode 1: Sandrine
- 2000 : Suite en ré (téléfilm) : Anaïs
- 2000-2005 : La Crim' (série télévisée) : Nathalie
- 2001 : Le Lycée (série télévisée) : Claire
- 2001 : Une femme amoureuse (téléfilm) : Laura
- 2002 : Regards d'enfance (série télévisée) : Hélène
- 2003 : Vacances mortelles (Téléfilm) : Mélanie
- 2003 : Les Cordier, juge et flic (série télévisée) : Amélie Hennequin
- 2003 : Demain nous appartient (téléfilm) : Sonia
- 2004 : Un jeu dangereux (téléfilm) : Mathilde Jasmin
- 2007 : La vie est à nous (série télévisée) : Juliette Casan
- 2008 : La Main blanche (série télévisée) : Mathilde Viguier
- 2008-2009 : Seconde chance (série télévisée) : Lucie
- 2011 : Le vernis craque (série télévisée) : Angèle
- 2011 : Platane (série télévisée) : L'hôtesse de Canal+
- 2012 : Mes amis, mes amours, mes emmerdes... (série télévisée) : Brigitte
- 2012-2017 : Kaboul Kitchen (série télévisée) : Sophie Robert[5]
- 2013 : Une bonne leçon (téléfilm) : Sidonie
- 2015 : Camping Paradis (série télévisée)  (saison 6, épisode 6) : Carnaval au camping : Élise
- 2015 : Joséphine, ange gardien (série télévisée) : saison 16, épisode 76 Elsa
- 2018 : Caïn (série télévisée)  (saison 6, épisode 5 et 6) : Sur les Quais : Catherine Stein
- 2018 : Scènes de ménages (série télévisée) (saison 9) : Manon
- 2018 : Camping Paradis (série télévisée) (saison 9, épisode 6) : Alexandra
- 2018 : Tu vivras ma fille de Gabriel Aghion : Vanessa
- 2020 : Joséphine, ange gardien (série télévisée) : saison 20, épisode 96 Margaux Bouvet
- 2020 : Les baby'z (série télévisée) : France 3
- 2021 - 2022 : Plus belle la vie (série France 3), saison 18 : Élodie Castel
- 2024 : Après la nuit d'Indra Siera
- 2025 : Demain nous appartient (série TF1) : Aude Trivier

### Publicité
- La Poste (entreprise française)[Quand ?]
- 2017 : Carrefour
- 2017 : Peugeot 208
- 2020 : Pandacraft
- 2023 : Ulys pour Vinci Autoroutes
- 2024 : Daisuki